# Wir sind gar nicht verheiratet
Wir sind gar nicht verheiratet (Originaltitel: We’re Not Married!) ist eine US-amerikanische Liebeskomödie von Edmund Goulding aus dem Jahr 1952.

## Handlung
Wenige Stunden nach seiner Ernennung zum Friedensrichter traut Mevin Bush zu Weihnachten in einer Kleinstadt das erste Ehepaar. Nach zweieinhalb Jahren will sich eines von Bushs getrauten Ehepaaren scheiden lassen und erfährt, dass es nicht legal getraut war: Bushs Ernennungsurkunde zum Friedensrichter war zwar am 24. Dezember eingegangen, seine Tätigkeit hätte er aber erst am 1. Januar aufnehmen dürfen. Zwischen Weihnachten und Neujahr hatte Bush sechs Paare getraut. Nach der einen Scheidung bleiben fünf weitere Paare übrig, die – um einen Skandal zu vermeiden – vom Gouverneur persönlich einen Brief mit der Mitteilung der amtlich nicht bindenden Ehe erhalten.
Das erste Paar sind Ramona und Steve Gladwyn, die sich zum Zeitpunkt der Heirat kaum kannten. Sie heirateten, weil sie das Angebot einer Radiosendung erhalten hatten, wo beide als glückliches Ehepaar „the glad Gladwyns“ möglichst glaubhaft erscheinen sollten. Eine reale Heirat war vorgeschrieben. Nun gelten beide durch ihre Sendung, in der sie hauptsächlich Werbung für verschiedene Produkte machen, als das glücklichste Ehepaar Amerikas und sind Vorbild für andere Paare. In Wirklichkeit können sich die Gladwyns nicht ausstehen und wechseln auch zu Hause kein Wort miteinander. Die Nachricht von der Nicht-Ehe lässt beide euphorisch werden. Sie planen auf keinen Fall, sich erneut zu vermählen, doch droht ihnen der Programmchef in diesem Fall mit der Entlassung.
Beim zweiten Paar war zum Zeitpunkt der Heirat die Rollenverteilung eindeutig: Annabel war eine schüchterne junge Frau und ihr Ehemann Jeff der Mann im Haus. Zweieinhalb Jahre später sind die Rollen vertauscht. Jeff ist mit dem gemeinsamen Sohn stets zu Hause und kümmert sich um Kind und Haushalt. Annabel reist währenddessen von einem Schönheitswettbewerb zum nächsten und hat den Titel der Mrs. Amerika zum Ziel. Gerade wurde sie zur Mrs. Mississippi gewählt, als der Brief des Gouverneurs eintrifft. Jeff wittert seine Chance und verbietet Annabel jede weitere Teilnahme an Schönheitswettbewerben, da sie als unverheiratete Frau an keinen Mrs.-Wettbewerben teilnehmen darf. Nach anfänglicher Enttäuschung fasst sich Annabel schnell: Sie könne ja jetzt stattdessen an Miss-Wahlen teilnehmen. Sie gewinnt die Wahl zur Miss Mississippi und ihr Ehemann, nun Bräutigam, steht genauso stolz im Publikum, wie bei der vorigen Mrs.-Wahl.
Das dritte Paar, Katie und Hector C. Woodruff, war bei der Heirat äußerst gesprächig, hat sich aber nach zweieinhalb Jahren Ehe nichts mehr zu sagen. Als der Brief des Gouverneurs eintrifft, verliert sich Hector sofort in Tagträumen über die zahlreichen Affären, die er nun haben könnte, erwacht jedoch aus den Tagträumen, als er am Ende die Rechnung für das ausschweifende Leben präsentiert bekommt. Er zerreißt den Brief.
Das vierte Paar besteht aus dem reichen und gutgläubigen Freddie Melrose und seiner Frau Eve, die ihn nur des Geldes wegen geheiratet hat. Auf einer seiner Geschäftsreisen verabredet sich Eve mit ihm, schickt jedoch stattdessen eine fremde Frau auf sein Zimmer, wo ihr Anwalt den unwissenden Freddie aufsucht und die Frau antrifft. Eve will sich nun von Freddie wegen Ehebruchs scheiden lassen und beansprucht mehr als 50 Prozent seines Gesamtvermögens inklusive Haus, Limousine und Wertpapieren. Als Freddie vollkommen verzweifelt zu seiner Sekretärin eilt, hat diese den Brief des Gouverneurs für ihn. Voller Genugtuung lässt er Eve den Brief lesen, woraufhin sie ohnmächtig wird.
Beim fünften Paar handelt es sich um Patsy Reynolds Fisher und Willie, der als Soldat in den Krieg eingezogen wird. Den Brief des Gouverneurs hat er gelesen bei sich, doch weiß Patsy nichts davon. Als Willies Zug gerade vom Bahnsteig abfährt, kommt Patsy mit der Nachricht nachgelaufen, dass sie ein Kind von ihm erwarte. Willie ist nun verzweifelt, da sein Kind, sollte er im Krieg fallen, als unehelich gelten würde. Auch bei einer Heirat nach neun Monaten würde sein Kind zunächst einmal unehelich auf die Welt kommen. Er desertiert aus seinem Trupp, um heimlich kurz vor dem Auslaufen seines Schiffes zu heiraten. Kurz vor dem Standesamt wird er gefasst und inhaftiert. Patsy hat inzwischen Hilfe von einem Militärpfarrer erhalten, der Patsy und Willie nun über den internen Armeefunk traut. Am Ende zeigt sich, dass sich bis auf Eve und Freddie Melrose alle vier Paare erneut das Ja-Wort geben.

## Produktion
Wir sind gar nicht verheiratet basierte auf einer Geschichte, die Gina Kaus und Jay Dratler geschrieben hatten. Auf der Basis einer Adaption durch Dwight Taylor verfasste Nunally Johnson das Drehbuch. Die Premiere des Films war am 11. Juli 1952. In Deutschland wurde Wir sind gar nicht verheiratet im Dezember 1953 erstaufgeführt.

## Kritik
Das Lexikon des Internationalen Films bezeichnete Wir sind gar nicht verheiratet als „eine qualitativ unausgeglichene amerikanische Filmkomödie zwischen Lächeln und Lachen.“ Andere Kritiker befanden, dass der Film „abgesehen von einigen lustigen Szenen […] reine Massenware“ sei.